# Forshaga
Forshaga – miejscowość (tätort) w Szwecji, w regionie administracyjnym (län) Värmland. Siedziba władz (centralort) gminy Forshaga.
Miejscowość położona jest w środkowej części prowincji historycznej (landskap) Värmland, ok. 20 km na północ od Karlstad nad rzeką Klarälven.
Ośrodek przemysłu papierniczego (zakłady należące do koncernu Stora Enso). Historia miejscowości związana jest także ze spławem drewna po rzece Klarälven. W Forshadze znajduje się otwarte w 1996 r. muzeum flisactwa (Dyvelstens Flottningsmuseum).
W 2010 r. Forshaga liczyła 6229 mieszkańców.